# Klax (videojuego)
Klax es un videojuego arcade publicado en 1990 por Tengen.

## Un nuevo tetris
Klax es una elaborada variante del Tetris. En esta variante caen desde arriba bloques de diferentes colores y a distintas velocidades; para pasar a los niveles siguientes, el jugador tiene que recoger los bloques y dejarlos en diferentes columnas, verticales, horizontales, diagonales, por bloques recogidos o por puntos conseguidos. Cuando se acumulan en una columna 3 bloques del mismo color, esta columna desaparece y el jugador recibe puntos. A medida que se avanza en el juego, los bloques caen más deprisa y aparecen colores nuevos, con lo que aumenta la complejidad del juego, que se compone de 100 Niveles.
El apartado técnico no es espectacular, los gráficos no se destacan especialmente y el sonido cumple su función sin grandes excesos. Existen versiones domésticas de este juego para PC, Atari 2600, NES, Atari ST, Lynx, Commodore Amiga, Commodore 64, SAM Coupé, MSX, Sega Mega Drive, Sega Master System, Sega Game Gear, ZX Spectrum y Game Boy.

## Curiosidades
- El eslogan del juego era "Step into the '90s" ("Entre en los años noventa").
- La versión arcade de Klax mostraba una publicidad de una camiseta con el logotipo del juego.
- Fue el ultimo juegos de la Atari 2600